# Пестковский, Станислав Станиславович
Станисла́в Станисла́вович Пестко́вский (пол. Stanisław Pestkowski, 3 декабря 1882 — 15 ноября 1937) — польский и российский революционер, советский государственный и партийный деятель, деятель Профинтерна и Коминтерна. Комиссар по Государственному банку, 1-й председатель Революционного комитета по управлению Киргизским краем.

## Биография
Родился в 1882 году в Польше в селе Келчиглув Калишской губернии в дворянской семье.
В 1901 году, учась в гимназии, вступил в Союз польской социалистической молодёжи.
В 1902 году присоединился к СДКПиЛ и во время Первой русской революции в 1905—1906 годах стал членом её главного правления.
В 1906 году арестован и приговорён к четырём годам каторги, после чего сослан на вечное поселение в Иркутскую губернию.
В 1912 году бежал за границу и познакомился с Лениным в Кракове. Перед началом Первой мировой войны перебрался в Бельгию, затем в Нидерланды и Англию. Там стал членом Лондонской большевистской секции и Британской социалистической партии.
В 1917 году вернулся в Россию и принял участие в Октябрьской революции. 24 октября (6 ноября) 1917 году по назначению Военно-революционного комитета Петросовета становится комиссаром Главного телеграфа.
11 (24) ноября 1917 года по рекомендации В. Р. Менжинского Ленин назначил Пестковского комиссаром по Государственному банку на правах управляющего. Это было время, когда большевики путём переговоров пытались преодолеть саботаж высших банковских чиновников и получить деньги для нужд Совнаркома. Поскольку предпринимаемые попытки не приносили желаемого результата, Пестковский предложил оформить заём в 5 млн руб. у знакомого польского банкира. Ленин к этому предложению отнёсся негативно, и в том же году Пестковский был отстранён от этой должности.
С 1917 по 1919 год работал заместителем наркома в коллегии Наркомата по делам национальностей. Направлен уполномоченным СНК на Западный фронт, где участвовал в создании Литовско-Белорусской республики.
В 1919—1920 годах председатель Киргизского ревкома, член областного бюро РКП(б) Киргизского края.
В 1920—1921 годах во время советской-польской войны — начальник политуправления Западного фронта.
С 1922 года на партийной работе.
В 1924—1926 годах — первый полпред СССР в Мексике.
С 1926 года — заместитель председателя и секретарь ЦК Международной организации помощи борцам революции. Затем работал в аппарате Коминтерна и на научной работе. Делегат VIII и IX съездов партии.
30 мая 1937 года арестован. 15 ноября 1937 года Военная Коллегия Верховного Суда СССР признала доказанным обвинение в участии в контрреволюционной террористической организации и приговорила к высшей мере наказания. Расстрелян 15 ноября 1937 года. 9 июля 1955 года реабилитирован Военной коллегией Верховного Суда СССР за отсутствием состава преступления.

## Семья
Жена Пестковского — Мария Наумовна Пестковская была сослана в А. Л. Ж. И. Р., откуда вернулась в 1956 году в Москву. Дочь — Евгения Станиславовна Пестковская (1917 или 1918 — до 2004), участница ВОВ, выпускница МГУ, американистка, переводчица, в 1976 году в ИМЭМО защитила диссертацию на соискание учёной степени доктора исторических наук на тему «Эволюция классовой структуры Мексики в период „стабильного развития“, 1940—1968 гг.», автор книги «Эволюция классовой структуры Мексики в период стабильного развития (40—60-е гг. XX в.)» (1979).

## Сочинения
- Вольский А. История мексиканских революций. — М.-Л.: Гос. изд-во, 1928. — 209, [1] с. : ил., карты, портр.